# Сан-Игнасио (Белиз)

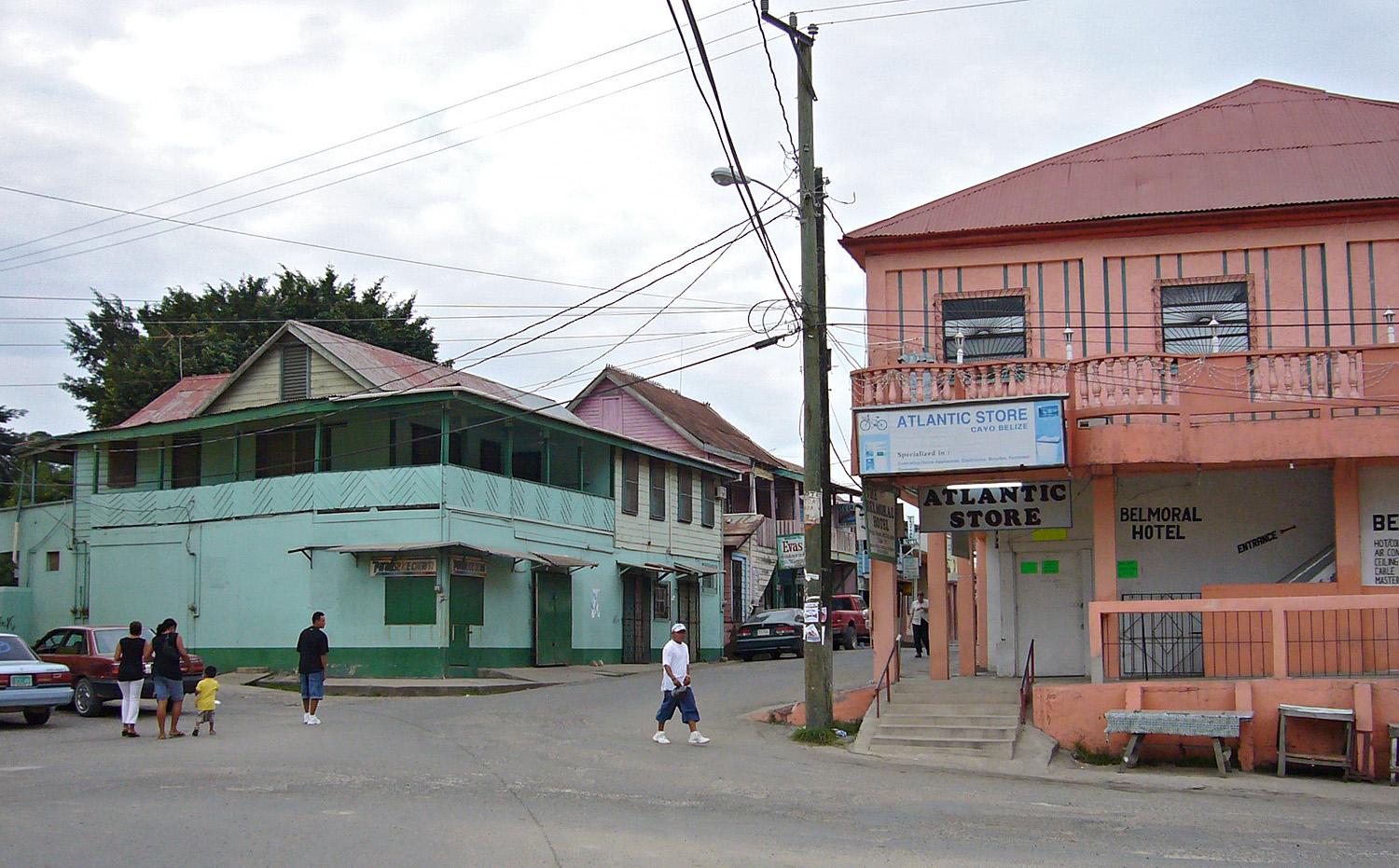
На центральной улице Сан-Игнасио

Сан-Игна́сио (англ. San Ignacio) — город в Белизе. Население по данным на 2019 год составляет 22 951 человек. Административный центр белизского округа Кайо.

## География
Город Сан-Игнасио расположен в западной части страны, вблизи границы с Гватемалой, в 35 километрах западнее города Бельмопан и в 115 километрах от побережья Карибского моря. Лежит на проложенном от побережья Карибского моря в направлении Гватемалы Западном шоссе (Western Highway).

## История
Вблизи Сан-Игнасио находятся руины городов древних майя: Шунантунич и Кахаль-Печ, а также Актун-Туничиль-Мукналь — обширная пещера, где проводились ритуальные обряды.